# Federica Montevecchi
Federica Montevecchi (Gragnola, 23 giugno 1966) è una storica della filosofia italiana.

## Biografia
Nota soprattutto per i suoi studi su Giorgio Colli, dopo la laurea in filosofia della storia con una tesi su Nietzsche è diventata dottore di ricerca in antropologia filosofica. In seguito agli studi sull'opera di Nietzsche ha realizzato un lessico della dottrina del filosofo tedesco (Nietzsche. Dizionario delle idee, Editori Riuniti 1999), per poi dedicarsi all'opera edita e inedita di Giorgio Colli (Giorgio Colli. Biografia intellettuale, Bollati Boringhieri 2004). I suoi studi  presso l'Università degli Studi di Parma, dove si è laureata, addottorata e dove ha svolto attività di ricerca come assegnista, sono proseguiti con l'analisi del pensiero antico, in particolare di Empedocle e dei frammenti superstiti della sua opera, di cui ha fornito una nuova traduzione pubblicata in appendice al saggio Empedocle d'Agrigento (Liguori 2010). L'attenzione all'antico a partire dal contemporaneo contraddistingue, infatti, la sua riflessione di carattere storico-teoretico (Sull'Empedocle di Giorgio Colli, Luca Sossella Editore 2018). 
L'altro ambito della sua ricerca riguarda la storia politica italiana che l'ha condotta a collaborare dal 1997 con Vittorio Foa, di cui ha prefato e curato l'epistolario dal carcere fascista (Lettere della giovinezza. Dal carcere 1935-1943, Einaudi, 1998), gli scritti più importanti dal 1943 al 1946 (Lavori in corso 1943-1946, Einaudi, 1999) e con il quale ha scritto Sulla curiosità. Einaudi, 2003 e Le parole della politica, Einaudi, 2008.
È autrice di oltre 50 articoli e saggi, pubblicati anche in Francia, Danimarca, Germania, Brasile, svolge attività pubblicistica e collabora con quotidiani, settimanali e riviste specialistiche.
Attualmente è docente di filosofia e storia presso il Liceo ginnasio statale Luigi Galvani di Bologna.

## Premi e riconoscimenti
- Menzione speciale del premio filosofico Viaggio a Siracusa 2004 per il volume Giorgio Colli. Biografia intellettuale
- Premio Thesaurus per la filosofia 2018

## Opere

### Saggi
- Frammenti di futuro. Ricordi di donne e uomini del Novecento, Edizioni Pendragon, Bologna, 2023, ISBN 978-88-3364-499-8
- Sull'Empedocle di Giorgio Colli, Luca Sossella Editore, Bologna, 2018, ISBN 978-88-97356-69-1
- Empedocle d'Agrigento, Liguori, Napoli, 2010, ISBN 978-88-207-5043-5
- Le parole della politica (con Vittorio Foa), Einaudi, Torino, 2008, ISBN 978-88-06-19255-6
- Giorgio Colli. Biografia intellettuale, Bollati Boringhieri, Torino, 2004, ISBN 88-339-1558-1
- Sulla curiosità (con Vittorio Foa), Einaudi, Torino, 2003, ISBN 88-06-16666-2
- Nietzsche. Dizionario delle idee, Editori Riuniti, Roma, 1999, ISBN 88-359-4559-3

### Curatele
- G. Colli, Empedocle, Adelphi, Milano, 2019 ISBN 978-88-459-3437-7
- V. Foa, Lettere della giovinezza. Una scelta delle lettere dal carcere 1935-1943, Einaudi, 2010 ISBN 978-88-06-19732-2
- P. Philippson, Origini e forme del mito greco, Bollati Boringhieri, 2006, ISBN 88-339-1640-5
- V. Foa, M. Mafai, A. Reichlin, Il silenzio dei comunisti, Einaudi, 2002, ISBN 88-06-16396-5
- V. Foa, Lavori in corso 1943-46, Einaudi, 1999, ISBN 88-06-15430-3
- V. Foa Lettere della giovinezza. Dal carcere 1935-1943, Einaudi, 1998, ISBN 88-06-14840-0